# Anoteropsis alpina
Anoteropsis alpina là một loài nhện trong họ Lycosidae.
Loài này thuộc chi Anoteropsis. Anoteropsis alpina được Cor J. Vink miêu tả năm 2002.